# Naples Manor
Naples Manor statisztikai település az USA Florida államában, Collier megyében. Lakosainak száma 5132 fő (2020. április 1.).

## Népesség
A település népességének változása:

| 2010 | 5 562 |
| 2020 | 5 132 |